# João Guilherme de Bruce
João Guilherme de Bruce (James William Bruce) foi um oficial naval de origem sueca que atuou em diversas marinhas ao longo de sua carreira. Nascido em 28 de outubro de 1805, na Quinta de Charlottemburg, próxima a Estocolmo, Suécia, era filho de Adam Bruce, camarista do rei e descendente de escoceses, e de Frederica Carlotta Dewynbladh. Recebeu sua formação no Liceu e na Escola Naval de Skepsholmen, em Estocolmo, onde ingressou na Marinha Real Sueca como piloto em 24 de dezembro de 1819. Durante seus anos de serviço inicial, realizou viagens aos Estados Unidos e à Inglaterra, retornando à Suécia em 1826. No ano seguinte, aceitou um convite para ingressar no serviço naval do Império do Brasil. Bruce chegou ao Rio de Janeiro em dezembro de 1827, ocasião em que seu nome foi erroneamente traduzido para João Guilherme. Sua atuação na Marinha do Brasil foi marcada por contribuições estratégicas. Na Batalha Naval do Riachuelo, sob a patente de Coronel, comandou as tropas do exército embarcadas nos navios brasileiros. Em 1872 já detinha a patente de General. James William Bruce faleceu em 1876.